# 霞っ子クラブ
霞っ子クラブ（かすみっこクラブ）は、高橋ユキ・多岐川美伎・長谷川零・加賀見はる子が2005年に結成した女性法廷傍聴グループ。名前の由来は東京高等裁判所が所在する霞が関から。

## 概要
マスメディアの報道について不信感や物足りなさを感じた高橋が事件の詳細を直接知りたいと考え、裁判所に通い、傍聴を始めたのがきっかけ。その後、高橋が裁判所に通ううちに他の傍聴人と親しくなり、高橋1人ではフォローしきれない裁判の情報を集めるため仲間たちと霞っ子クラブを結成したとのこと。当初、活動はホームページに傍聴記を書くことがメインだったが、好評を得たため傍聴記を出版するにいたった。
2006年12月に多岐川と加賀見が脱退し、高橋と長谷川が活動を続けた。
2009年6月1日の公式ブログで､ブログ更新終了、活動停止を表明した。

## 著書
- 『霞っ子クラブ 娘たちの裁判傍聴記』新潮社（原著2006年8月17日）。ISBN 4103015314。
- 『霞っ子クラブの裁判傍聴入門』宝島社〈宝島社文庫〉（原著2007年2月）。ISBN 4796656308。
- 『あなたが猟奇殺人犯を裁く日』扶桑社〈扶桑社新書〉（原著2009年5月29日）。ISBN 4594059651。